# Band (software)
Band é um aplicativo de comunidade móvel que facilita a comunicação em grupo. Criado pela Naver Corporation, o serviço está disponível para iOS, Android e sistemas operacionais.
Os usuários podem criar espaços separados para se comunicar com membros de diferentes grupos, dependendo da finalidade desses grupos. Os tipos de grupos incluem círculos existentes, como times esportivos, bandas marciais, grupos universitários, grupos religiosos, equipes, amigos, familiares, além de grupos baseados em interesses, como os de amadores, gamers e fãs, que também podem ser pesquisados no aplicativo. O Band é um aplicativo social popular na Coreia, cujo número de usuários ativos mensais ultrapassou o do Facebook em junho de 2014.

## Uso
Bands secretos são criados majoritariamente por grupos off-line pré-existentes quando os membros pretendem permanecer conectados, planejar e colaborar uns com os outros via celular. Exemplos desses grupos incluem equipes esportivas, clubes, aulas, equipes de trabalho, grupos religiosos, organizações e famílias extensas. Depois que um membro cria um grupo no aplicativo Band, é possível convidar outros membros compartilhando um URL do Band por SMS, aplicativos de mensagens ou e-mail. Os membros podem então se inscrever no aplicativo Band e participar do grupo clicando no URL.
Os bands secretos e públicos são criados por grupos baseados em interesses, como pessoas com experiências de vida ou hobbies em comum, gamers, fãs e outros.
A Band lançou uma plataforma de jogos em abril de 2014 que permite os usuários a jogarem e competir entre si. Na Coreia do Sul, a Band se tornou uma ferramenta de comunicação oficial no Exército da Coreia do Sul.

## Recursos
Os usuários podem gerenciar suas preferências de notificações para selecionar como e se desejam que suas notificações móveis sejam recebidas.
O Band permite que o líder do grupo veja quais membros leram a publicação usando o recurso "read by" para que os usuários possam acompanhar facilmente a participação dos membros do grupo.

## Pandemia de COVID-19
De acordo com a Naver, quando a pandemia de COVID-19 se espalhou pelos Estados Unidos em março de 2020, os usuários mensais do Band ultrapassou 2,5 milhões, sendo um aumento de 17 vezes em relação a 2016. O número de novos grupos aumentou em 140% e o de novos inscritos aumentou em 81%. Em adição, o número de grupos que realizaram transmissões ao vivo aumentou em 512% e o número de espectadores aumentou em 886%. Como o trabalho remoto e a educação a distância estão se tornando mais comuns, o aplicativo Band está chamando a atenção como uma ferramenta de comunicação remota, tendo como motivo o fornecimento de funções como transmissões ao vivo, controle de presença, votações e chamadas de grupo on-line.

## Links externos
- Sítio oficial